# Reuilly-Sauvigny
 Reuilly-Sauvigny  là một xã ở tỉnh Aisne, vùng Hauts-de-France thuộc miền bắc nước Pháp.